# Абрамович, Хаим-Занвл
Ха́им-Занвл Абрамо́вич, известный также как Рыбницкий Ребе (Ры́бницер Ре́бе, Хаим-Занвл Моисе́евич Абрамо́вич, имя произносится также Хаим-Замвл; идиш דער ריבניצער רבי‎: дэр рыбницер рэбэ (Рыбницкий ребе); 1902, Ботошаны, провинция Молдова, Королевство Румыния — 18 октября 1995, Монси, штат Нью-Йорк, США) — хасидский цадик, почитаем как чудотворец и прорицатель.

## Биография
Рыбницкий ребе, реб Хаим-Занвл, родился в 1902 году в городке Ботошаны в Молдавии, в семье Мойше и Иты-Цыпы Абрамовичей. Его отец умер, когда мальчику было три года и он вырос при дворе Штефанештского ребе — реб Матесл, последователем которого он себя считал всю жизнь. По поздним воспоминаниям реб Хаим-Занвла, реб Матесл заменил ему отца, самолично учил его читать и писать; всё начальное образование он получил при дворе. Здесь же он сдружился с будущим Скулянским Ребе, реб Лейзэр-Зисей Португалом, штефанештским хасидом примерно одного с ним возраста.
Когда реб Хаим-Занвл подрос, ребе отправил его в знаменитую кишинёвскую ешиву Цирельсона, где реб Хаим-Занвл жил и учился на протяжении нескольких лет и получил смиху из рук самого рабби Идэ-Лейба Цирельсона. После обучения, реб Хаим-Занвл женился на ребецн Сурке и служил раввином в различных городках Бессарабии, дольше всего в Резине, где его и застала Вторая мировая война. В июле 1941 года он был депортирован румынскими оккупационными властями в рыбницкое гетто (Транснистрия), пережил войну и после освобождения остался в Рыбнице.
Здесь он приобрёл известность как чудотворец среди еврейского и нееврейского населения. Его образ жизни, и в самом деле, разительно отличался от общепринятого в послевоенное советское время, прежде всего своим аскетизмом. Ребе проводил в молитве ежедневно по 6—8 часов, посыпая себе голову пеплом приблизительно с трёх часов ночи, уделял значительное внимание частым омовениям и другим очищающим ритуалам, включая голодание и депривацию сна. Ребе окунался в Днестр ежедневно вне зависимости от погоды. В местной еврейской общине он выполнял роли моэля (оператора по обрезаниям), резника и кантора в одном лице. Ребе принимал тысячи посетителей ежегодно, по преимуществу из числа молдавских и украинских евреев. Многие семьи старались посетить его хотя бы раз в году, и такая практика продолжалась и по переезде его в США. Паломничество на могилу Ребе продолжается и по сей день.
В 1972 году Ребе после долгих прошений получил разрешение на выезд в Израиль и поселился в Иерусалиме, а ещё через год перебрался в Бруклин, где к тому времени уже жил друг его детства Скулянский Ребе, реб Лейзэр-Зисе, и некоторые другие последователи Ружинской династии. После смерти ребецн Сурке (в девичестве Суры Шлёмовны Берман, ?—1979) реб Хаим-Занвл вёл полукочевой образ жизни, переезжая из общины в общину, от Флориды до Калифорнии до тех пор, пока состояние его здоровья не ухудшилось и он не осел в еврейском поселении Монси в штате Нью-Йорк. Здесь престарелый Ребе оказался на попечении общины, у него быстро возникли последователи и он основал две Рыбницкие синагоги, в Монси и в бруклинском районе Боро-Парк. Вторым браком (1980) был женат на Фрейде Малке Нейман (1947—2015). Рыбницкий Ребе, реб Хаим-Занвл, умер 24 числа месяца Тишрей 5756 года по еврейскому календарю (18 октября 1995 года).

## Разное
- Рыбницкий Ребе — герой книги израильского писателя Эли Люксембурга «Созвездие Мордехая» (1986) и один из героев автобиографического романа Давида Гая «Средь круговращенья земного…» (2009)[5][6].
- Один из последователей Ребе — исполнитель еврейских песен Мордехай Вердигер[7].